# Stacey Porter
Stacey Porter, född den 29 mars 1982 i Tamworth i New South Wales, är en australisk professionell softbollspelare som representerat New South Wales i Australiska juniormästerskapen och med dem vunnit flera titlar. Hon var med i Australiens silverlag i sommar-OS 2004 och vid sommar-OS 2008 i laget som tog brons.